# The New Mutants
The New Mutants è un film del 2020 co-scritto, diretto e co-ideato da Josh Boone.
Basato sull'omonimo gruppo di Marvel Comics, è il 13° e ultimo film della serie di film X-Men.

## Trama
Danielle "Dani" Moonstar è un adolescente cheyenne che vive con il padre, William Lonestar, nella riserva della loro comunità. Una sera Dani viene svegliata da suo padre e si precipita fuori dalla riserva Cheyenne che è sotto attacco da un'entità sconosciuta. Mentre William lascia Dani nascondendola in un tronco d'albero, viene ucciso e Dani corre e perde i sensi. Si risveglia in un ospedale abbandonato gestito dalla dottoressa Cecilia Reyes che la informa che tutta la comunità della sua riserva è stata uccisa e che lei è l'unica sopravvissuta.
La dottoressa Reyes spiega che la struttura è un posto dove vengono mandati i giovani mutanti per imparare a controllare i loro poteri e ad usarli per il bene, infatti sembra che anche Dani sia una di loro anche se non si sa quale potere abbia. Dani viene presentato ad altri quattro giovani mutanti: Sam Guthrie, che può produrre energia termodinamica per volare e spararsi come una palla di cannone, Illyana Rasputin, che può teletrasportarsi dentro e fuori da un'altra dimensione chiamata Limbo, Roberto da Costa, che può assorbire l'energia solare e usarla per vari scopi, e Rahne Sinclair che possiede la licantropia. Reyes li porta lì dopo che tutti hanno subito una tragedia; Sam ha involontariamente fatto crollare un'intera miniera dove sono morti suo padre e i suoi colleghi, Roberto ha bruciato viva la sua ragazza, Rahne è fuggita dal suo villaggio religiosamente severo che l'ha marchiata e Illyana è stata perseguitata dal suo passato di schiavitù infantile e da esseri ultraterreni chiamati Smiley Men. Reyes li fa rimanere nella struttura poiché lei stessa una mutante che ha il potere di creare campi di forza (infatti è proprio lei che genera la barriera di energia che impedisce ai ragazzi di lasciare l'edificio).
Dani viene subito bullizzata da Illyana che la insulta e la sminuisce. Dopo un fallito tentativo di fuga, Dani cerca di saltare dal campanile della chiesa, ma viene fermata da Rahne che si interessa a lei. Più tardi durante la notte, Sam è nella lavanderia quando improvvisamente ha una visione di suo padre, Thomas, e dei suoi compagni minatori e si risveglia dal suo torpore. Più tardi, Rahne cerca di usare il confessionale e inizia a sentire le voci degli abitanti del villaggio che l'hanno cacciata. In preda alla rabbia e alla frustrazione, Dani finalmente si arrabbia con Illyana che si ritira nel suo conforto, un piccola pupazzo di un drago viola di nome Lockheed.
Alla fine, il gruppo si riunisce quando Illyana aggiunge sonniferi al caffè di Reyes e si scatenano per divertirsi. Collettivamente credono di essere addestrati per diventare X-Men, da qui la stretta supervisione, così come Reyes ricorda loro che sono considerati pericolosi e non dovrebbero andarsene finché non saranno sotto controllo. Dani e Rahne si avvicinano sempre di più tra loro, tanto che alla fine iniziano una relazione romantica. Più tardi, Roberto sta nuotando con Illyana, finché lei non scompare e appare la manifestazione ardente della sua ragazza Juliana, facendogli perdere il controllo dei suoi poteri. Reyes si sveglia in tempo e spinge Roberto in piscina, spegnendolo. Chiede che se ne vadano e dopo lo scontro Reyes mette Illyana in isolamento.
Reyes decide di eseguire un esperimento su Dani per scoprire le sue capacità. Mentre Dani affronta il test, entra nella mente della dottoressa, dove vede che Reyes ha condotto esperimenti terrificanti su altri bambini mutanti. Più tardi, Rahne ha un'altra visione di padre Craig Sinclair che appare in bagno e la marchia sul collo mentre Illyana ha una visione degli Smile Men, creature demoniache che l'hanno perseguitata fin da quando era bambina. Il gruppo trova Rahne gravemente ferita e Illyana affronta Dani, ma quest'ultima crea un'illusione di una maschera Smile Men, che terrorizza Illyana tanto da lasciarla andare. Dopo che la Reyes fa mettere Illyana in isolamento, Dani la raggiunge, restituendogli il pupazzo Lockheed, cosa che spinge Illyana ad aprirsi con lei e le due alla fine diventano amiche.
Reyes consulta i suoi datori di lavoro che risultano essere la Essex Corporation, una società specializzata nel usare i mutanti come armi viventi, e le ordinano di uccidere Dani poiché i suoi poteri sono troppo imprevedibili e quindi incontrollabili. Mentre Reyes porta via Dani con la scusa di farle altre analisi, Rahne sospetta immediatamente che qualcosa non va. Illyana e Sam vengono attaccati dagli Smile Men mentre Roberto cerca di sfondare la barriera che si è rimpicciolita. Dani usa i suoi poteri per conoscere il vero intento di Reyes, ma Rahne arriva in tempo e ferisce gravemente Reyes, costringendola a fuggire. I Nuovi Mutanti si raggruppano e si rendono conto che per scappare devono uccidere Reyes. La trovano e lei rivela che li stava addestrando a diventare assassini per la Essex, ma che Dani deve morire a causa delle sue pericolose abilità mutanti. Reyes infatti rivela che il potere di Dani è quello di entrare nelle menti degli altri e di creare illusioni realistiche delle loro più profonde paure.
Proprio mentre Reyes sta per uccidere Dani con i suoi poteri, il Demone Orso, una creatura che aveva perseguitato Dani fin da piccola e che lei aveva involontariamente evocato causando la distruzione della sua riserva, arriva e divora Reyes; distruggendo tutte le barriere. La banda porta via Dani priva di sensi e Illyana evoca i suoi poteri per saltare tra il limbo e recluta una versione reale di Lockheed per affrontare il Demone Orso. Sam, supera la sua ansia mentre Roberto alla fine supera la sua paura di bruciare gli altri e aiutano Illyana a combattere l'Orso. Rahne tenta di parlare con Dani priva di sensi finché anche lei non va a combattere. Dani incontra suo padre nel mondo degli spiriti e lui le dà l'incoraggiamento a reagire. Si sveglia e affronta a testa alta l'Orso Demone parlandogli dall'alto in basso. Lo calma e dice che adesso può riposare; permettendogli di dissiparsi.
Al sorgere del sole, i Nuovi Mutanti raccolgono le loro cose. Sam nota che la barriera non è più intorno a loro e decidono tutti di dirigersi in città (Reyes aveva detto loro che la città più vicina era a venti miglia di distanza). Non sapendo se stesse dicendo la verità, decidono tutti di uscire insieme come famiglia di fronte all'ignoto.

## Personaggi
- Rahne Sinclair / Wolfsbane, interpretata da Maisie Williams: una mutante scozzese in lotta tra la sua fede ed il suo potere di trasformarsi in lupo.[3]
- Illyana Rasputin / Magik, interpretata da Anya Taylor-Joy: una strega russa col potere del teletrasporto,[3] sorella minore di Colosso.[4]
- Sam Guthrie / Cannonball, interpretato da Charlie Heaton: mutante del Kentucky che può volare ed emanare una potente energia termodinamica.[5]
- Cecilia Reyes, interpretata da Alice Braga: mentore del gruppo e medico, ha il potere di creare una barriera protettiva intorno a sé.[6]
- Danielle Moonstar, interpretata da Blu Hunt: una mutante nativa americana con la capacità di leggere nella mente e creare illusioni nella mente altrui.[7]
- Roberto Da Costa / Sunspot, interpretato da Henry Zaga: mutante brasiliano che può manipolare l'energia solare.[8]

## Produzione

### Sviluppo
La pellicola ha avuto una produzione travagliata.

### Riprese
Le riprese del film sono iniziate il 10 luglio 2017 a Boston, sotto il titolo di lavorazione Growing Pains, e terminano il 16 settembre dello stesso anno.

### Post-produzione

#### Montaggio iniziale
Boone e i suoi montatori, Matthew Rundell e Robb Sullivan, consegnarono alla Fox un montaggio del film di cui erano soddisfatti, che fu testato con risultati simili alle prime proiezioni di Deadpool. Ad inizio 2018 vengono fissate delle riprese aggiuntive per inserire un nuovo personaggio nel film; inizialmente le riprese aggiuntive dovevano essere di soli tre giorni, ma dopo il successo di It (2017), la 20th Century Fox ha deciso di accontentare le volontà iniziali del regista Josh Boone, che voleva un vero e proprio film horror, acconsentendo a rigirare parte del film, aumentando così il periodo delle riprese aggiuntive e le scene di spavento e di sangue.

#### Acquisizione Disney
Dopo l'acquisto della 20th Century Fox da parte della Disney, il regista Boone ha ottenuto il pieno controllo creativo sul progetto, annullando così le riprese aggiuntive e portando sugli schermi quello che era il montaggio originale.

## Promozione
Il primo trailer del film viene diffuso il 13 ottobre 2017.

## Distribuzione
L'uscita del film ha avuto diversi slittamenti: inizialmente prevista per il 13 aprile 2018, è stata posticipata al 22 febbraio 2019 e poi al 2 agosto dello stesso anno. Nel maggio 2019 la data di distribuzione nelle sale statunitensi viene fissata per il 3 aprile 2020 ed in quelle italiane il 2 aprile 2020, ma viene poi posticipata a data da destinarsi a causa della pandemia di coronavirus.
Il film è stato infine distribuito nelle sale cinematografiche statunitensi a partire dal 28 agosto 2020, e in Italia dal 2 settembre dello stesso anno.

### Divieti
Negli Stati Uniti il film è stato vietato ai minori di 13 anni non accompagnati da adulti.

## Accoglienza

### Incassi
Il film è stato un flop al botteghino: a fronte di un budget di 67 milioni di dollari, la pellicola ne ha incassati circa 23,8 milioni in Nord America e 25,3 milioni nel resto del mondo, per un totale di 49169594 $.

### Critica
Sull'aggregatore di recensioni Rotten Tomatoes ha una percentuale di gradimento del 36% basato su 137 recensioni, con un voto medio di 4,8 su 10. Su Metacritic ottiene un punteggio di 43 su 100 basato su 20 recensioni.
Il co-creatore dei fumetti e dei personaggi, Bob McLeod, ha criticato il film per le tante differenze sull'aspetto dei personaggi del film rispetto a quelli dei fumetti, criticando anche l'errore fatto sull'accredito del suo nome nei titoli di coda, scritto Bob MacLeod.

## Riconoscimenti
- 2021 - Saturn Award[34]
  - Candidatura per la miglior trasposizione da fumetto a film

## Sequel
Boone e Lee avevano concepito inizialmente il film come primo capitolo di una trilogia.